# Prazer sexual
Prazer sexual é o prazer relacionado ao ato sexual ou ao sexo sem penetração.

## Descrição biológica
O mecanismo pelo qual esse processo ocorre somente no ato sexual é desconhecido e complexo. Sabe-se que não só os humanos mas todos os mamíferos sentem resposta intensa durante o coito. Evolucionistas defendem a ideia de que o prazer sexual é uma estratégia evolutiva - o prazer atuaria como um motivador do ato sexual, estimulando a reprodução e dando, assim, às espécies, maior população e predominância sobre outras. Há vários indícios que confirmam essa teoria, como a presença do clitóris nas mulheres, que tem somente a função de dar prazer.

## Aspectos sociais
Ao longo da história, foram várias as manifestações contra ou a favor da prática sexual resultando em prazer. Sociedades antigas como as dos Gregos e Egípcios tinham o ato como sagrado, enquanto Árabes e Persas acreditavam que traria doenças e desgraças. No cristianismo, o prazer é visto como algo essencial e importante, mas se seguido de maneira correta aos olhos do evangelho, proporcionando a manutenção do matrimônio e satisfação do casal. Muitas são as interpretações do que prazer sexual realmente significa e qual o seu papel na humanidade além de estimular a procriação e o mantimento das espécies. Os métodos contraceptivos passaram a ser cada vez mais aceitos e utilizados por diferentes culturas em todo o mundo. Hoje, o prazer é visto como saudável e essencial ao desenvolvimento pleno dos seres humanos.